# أربة وندسور
أُرْبة وندسور هي عقدة تستخدم لربط ربطة العنق. كما هو الحال مع عقدة ربطة العنق الشائعة الأخرى، تكون عقدة وندسور مثلثة الشكل، والنهاية العريضة لربطة العنق تتدلى أمام النهاية الضيقة. إن عقدة وندسور هي عقدة أوسع من معظم العقد الشائعة، وعلى الرغم من أنها غير متماثلة حقًا، إلا أنها أكثر توازناً من العقدة الشائعة ذات الأربع أيدي. عرض ويندسور يجعله مناسبًا بشكل خاص للاستخدام مع الياقة المنتشرة أو المقطوعة.